# Alessio Zucchini
Alessio Zucchini (Umbertide, 18 settembre 1973) è un giornalista, conduttore televisivo e blogger italiano.

## Biografia
Inviato e conduttore del TG1, vi lavora dal 2003, anno in cui ha anche scritto il libro Unabomber assieme a Marco Bariletti. Dal 2013 al 2020 ha condotto l'edizione delle 13.30 del TG1 mentre dal 2020 è passato alla conduzione dell'edizione delle 20.00.
Nel 2010 è stato uno dei gli autori dell'antologia di racconti dal titolo Lama e trama. Nel 2012 recita in una piccola parte del film To Rome with Love, diretto e interpretato da Woody Allen, dove veste il ruolo di un giornalista dell'ufficio di Leopoldo (Roberto Benigni). Dal 2013 al 2016 ha presentato Unomattina Estate: con Valentina Bisti nel 2013, con Benedetta Rinaldi nel 2014 e con Mia Ceran nel 2015 e nel 2016. Sia nel 2017 che nel 2018 ha condotto la trasmissione I nostri angeli, dedicata al premio Luchetta.
Tra il 2017 e il 2020 è stato uno dei conduttori di Taobuk, festival letterario tenutosi al teatro antico di Taormina. Nel 2019 invece ha condotto Premio Renato Rascel insieme a Ingrid Muccitelli. Nel 2023 ha pubblicato il libro Una famiglia, un romanzo thriller che racconta il mondo della 'ndrangheta.
Gestisce il blog "La Zucca Bacata".

## Televisione
- TG1 (Rai 1, dal 2013)
- Unomattina Estate (Rai 1, 2013-2016)
- I nostri angeli (Rai 1, 2017-2018)
- Taobuk - Taormina International Book Festival (Rai 3, 2017-2020)
- Premio Renato Rascel (Rai 1, 2019)
- Tg1 Mattina Estate (Rai 1, 2023)

## Filmografia
- To Rome with Love, regia di Woody Allen (2012)

## Opere
- Alessio Zucchini e Marco Bariletti, Unabomber, prefazione di Carlo Lucarelli, Roma, Nutrimenti, 2003, ISBN 88-88389-15-6.
- AA.VV., Lama e trama, Bologna, Perdisa Pop, 2010, ISBN 978-88-8372-525-8.
- Una famiglia, Segrate, Mondadori, 2023, ISBN 978-88-04-76133-4.